# Gongora hookeri
Gongora hookeri är en orkidéart som först beskrevs av Johann Friedrich Klotzsch och Gustav Karl Wilhelm Hermann Karsten, och fick sitt nu gällande namn av Rod Rice. Gongora hookeri ingår i släktet Gongora och familjen orkidéer. Inga underarter finns listade i Catalogue of Life.